# Running
Running är en låt skriven av András Kállay-Saunders och Krisztián Szakos. Låten kommer att representera Ungern i Eurovision Song Contest 2014 i Köpenhamn.